# Aromaterapia
Ten artykuł opisuje teorie, metody lub czynności niezgodne ze współczesną wiedzą medyczną.

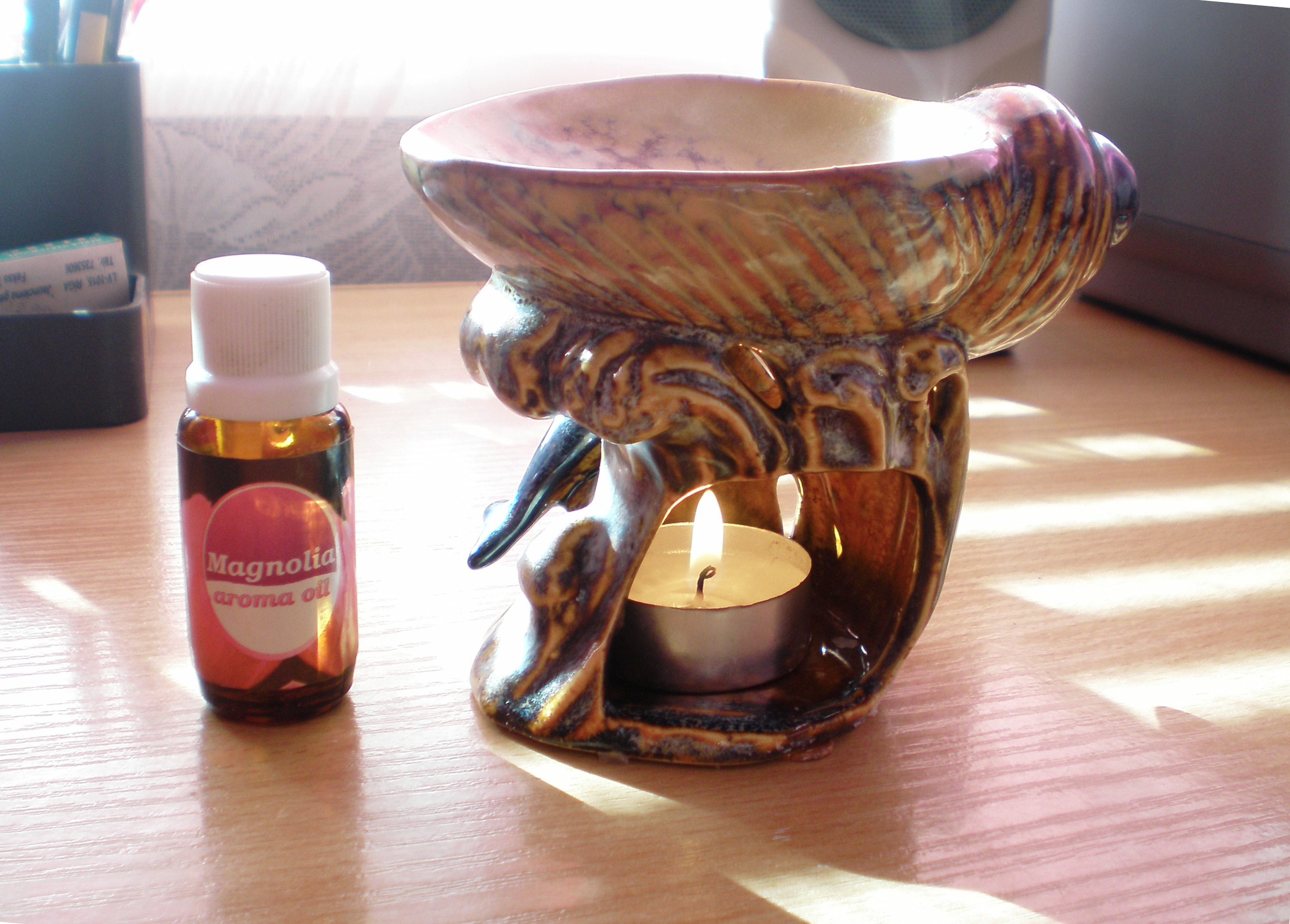
Olejek i dyfuzor

Aromaterapia – wykorzystywanie materiałów roślinnych i aromatycznych olejów roślinnych, w tym olejków eterycznych do poprawy psychicznego lub fizycznego samopoczucia. W medycynie niekonwencjonalnej bywa stosowana jako uzupełnienie terapii lub jako forma medycyny alternatywnej. Dodatkowe leczenie może być oferowane, wraz ze standardowym leczeniem.
Aromaterapeuci, którzy specjalizują się w praktyce aromaterapii, używają mieszanki z leczniczych olejków eterycznych, które mogą być stosowane do masażu, inhalacji, kompresów lub kąpieli.

## Historia
Olejki eteryczne w celach leczniczych, duchowych i higienicznych stosowane były w wielu starożytnych cywilizacjach, przez Chińczyków, Hindusów, Egipcjan, Greków i Rzymian, którzy używali ich w kosmetykach i lekach.
Oleje były wykorzystywane dla przyjemności i w branży kosmetycznej. Olejki eteryczne były nie tylko luksusowym towarem, ale także pełniły rolę środka płatniczego. Uważano, że olejki eteryczne przedłużają okres przydatności do spożycia wina i poprawiają smak potraw.

## Medycyna alternatywna
Nie ma dowodów na podstawie badań medycznych na to, że aromaterapia może zapobiegać lub leczyć jakiekolwiek choroby. Wyniki badań wskazują, że może skutecznie obniżać odczucie dyskomfortu spowodowanego nudnościami oraz redukować częstość wystąpienia wymiotów, jednak mniej skutecznie niż standardowe leki antywymiotne.
Przegląd badań wskazuje, że aromaterapia może mieć korzystny wpływ na redukcję stresu i lęku, choć jej skuteczność bywa porównywana do efektu placebo. Amerykańskie Towarzystwo Onkologiczne (ACS) stwierdza, że „dostępne dowody naukowe nie potwierdzają twierdzeń, że aromaterapia jest skuteczna w zapobieganiu lub leczeniu nowotworów”.